# Фріда Боккара
Фріда Боккара (фр. Frida Boccara; 29 жовтня 1940, Касабланка, Французький протекторат Марокко — 1 серпня, 1996, Париж, Франція) — французька співачка. Представляла Францію на Євробаченні 1969, на якому перемогла з піснею «Un Jour, Un Enfant» (Émile Stern — Eddy Marnay). Володарка Гран Прі Академії Шарля Кро (Grand Prix du disque de la Chanson Française), а також Платинового і двох Золотих дисків.

## Творчість
У 1966 році гастролювала в СРСР. Записала російською мовою дві пісні радянських авторів: (рос.) «Белый свет» (муз. О. Фельцмана, вірші М. Таніча і Ігоря Шаферана) і (рос.) «Нежность» (муз. О. Пахмутової, вірші С. Гребеннікова та М. Добронравова).
У 1969 р. удостоєна музичної нагороди Франції — Гран-Прі Академії Шарля Кро (Grand Prix du disque de la Chanson Française) за альбом «Un Jour, Un Enfant» (1969).
Співала декількома мовами, зокрема, німецькою, іспанською, російською, італійською, англійською. У різноманітному репертуарі співачки пісні таких авторів, як Шарль Азнавур, Мішель Легран, Жорж Брассенс, Френсіс Лей, Едді Марне, Ніно Рота, Мішель Мань, Жак Брель, Леонард Бернстайн, André Popp, Shelem Matatyahu, Randy Newman, Graham Nash і багатьох інших; кавер-версії світових шлягерів, пісень з кінофільмів і мюзиклів. Значне місце в творчості співачки займали пісенні адаптації класичних творів Моцарта, Баха, Брамса, Сметани, Телемана, Бетховена, Кореллі, Вівальді, Вілла-Лобос, Россіні, Гріга, Елгара тощо.
Оригінальний репертуар для неї створювали композитор Едді Марне, а також музиканти Roger Boccara (творчий псевдонім — Jean-Michel Braque) і Lina Boccara (також, концертмейстер) — її сестра і брат (альбом «Oriundi» (1975) та ін.).
Брала участь у багатьох музичних міжнародних фестивалях і конкурсах.
Особливі популярність і визнання отримала в Канаді (Квебек), Іспанії, Нідерландах, СРСР, в країнах Латинської Америки. Об'їздила з гастролями понад 80 країн.
Померла від пневмонії у віці 55 років. Похована на паризькому кладовищі Баньє.

## Дискографія
- 1959 : «Baccara 9» n° 17 (VA compilation, EP) — Mes Frères/La Chanson d’Orphée
- 1960 : L'Orgue des amoureux/Le Doux Caboulot (super 45 tours Festival)
- 1960 : Verte Campagne/Quand la valse est là/Le Grand Amour/Depuis ce temps-là (super 45 tours Festival)
- 1961 : La Seine à Paris/Les Amours du samedi/Les Bohémiens/Jenny (super 45 tours Festival)
- 1961 : On n'a pas tous les jours 20 ans/Berceuse tendre/Les Nuits/Les Yeux de maman (super 45 tours Totem)
- 1961 : Cherbourg avait raison/Comme un feu/Un jeu dangereux/Tiens, c'est Paris (super 45 tours Festival)
- 1962 : Les Trois Mots/Aujourd'hui je fais la fête/Je veux chanter/Je ne peux plus attendre (super 45 tours Festival)
- 1962 : Le Ciel du port/Les Portes de l'amour/Ballade pour un poète/D'abord je n'ai vu (super 45 tours Festival)
- 1962 : Un premier amour/Bruxelles/L'Homme de lumière/Les Pas (super 45 tours Festival)
- 1962 : Java des beaux dimanches/Les Javas/Rose de sang/Quien sabe (Qui peut savoir) (super 45 tours Festival)
- 1963 : Moi je n'avais pas compris/J'ai peur de trop t'aimer/On les a attendus/Rien a changé (super 45 tours Festival)
- 1963 : Souviens-toi des Noëls de là-bas/Donna/Johnny Guitar/Ballade pour notre amour (super 45 tours Festival)
- 1964 : Autrefois/Chaud dans mon cœur/Le Souffle de ma vie/Je suis perdue (super 45 tours Festival)
- 1965 : Tous les enfants/Aujourd'hui/Plus jamais/Un jour (super 45 tours Festival)
- 1967 : Frida Boccara (33 tours MusiDisc, compilation des années 1961–1965)
- 1969 : Un jour, un enfant (33 tours Philips)

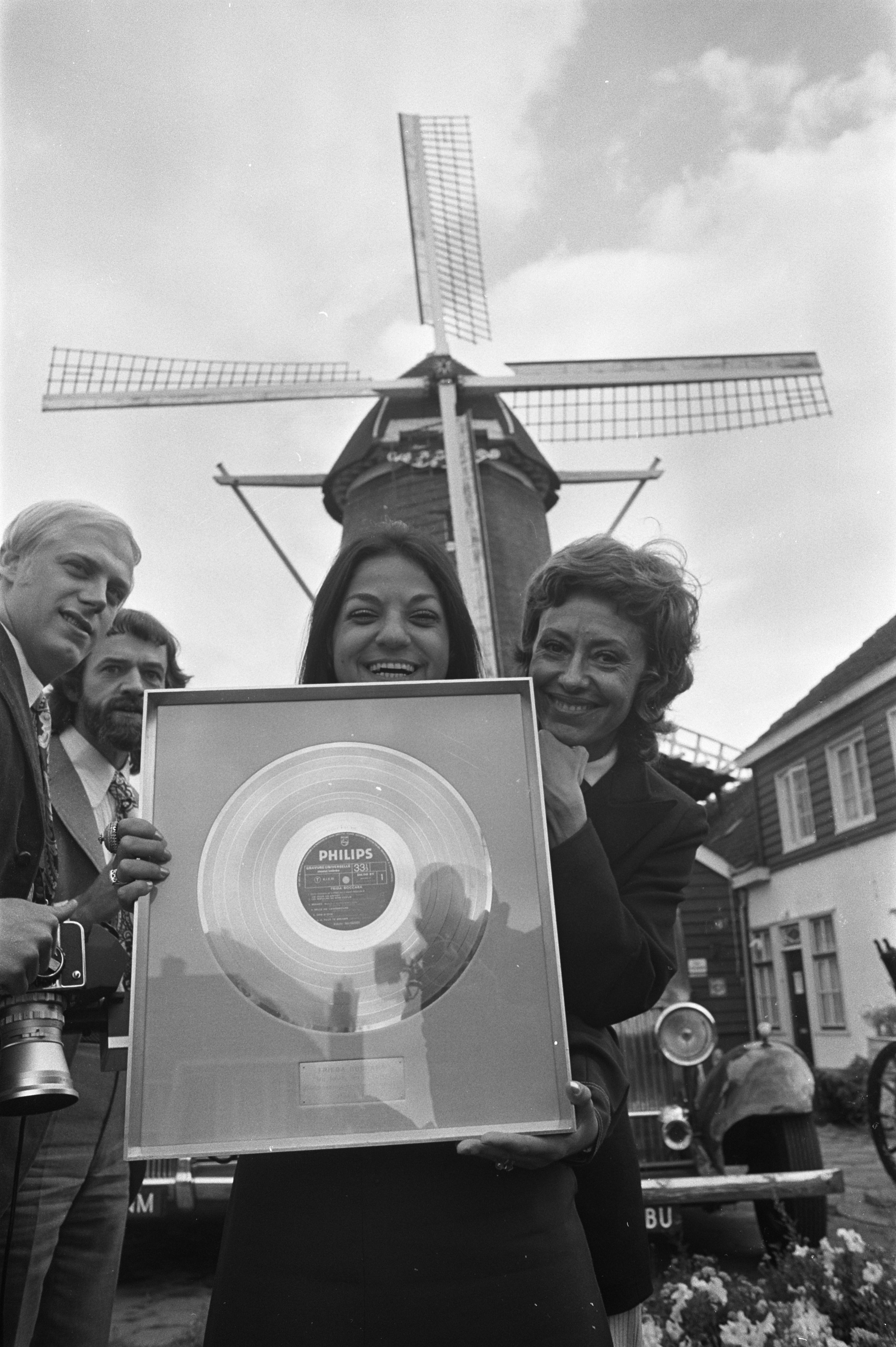
Фріда Боккара і Катерина Валенте (Амстелвен, 13.09.1971)

- 1969 : Les Vertes Collines (33 tours Philips, paru au Brésil seulement)
- 1970 : Au pays de l’arbre blanc (33 tours Philips)
- 1971 : Pour vivre ensemble (33 tours Philips)
- 1971 : Place des Arts 71 (live à Montréal, double 33 tours Philips, réédité en CD en 2006 au Canada seulement)
- 1971 : So ist das Leben/Er wird Dir dankbar sein (45 tours Polydor, paru en Allemagne seulement)
- 1972 : Rossini et Beaumarchais (33 tours Philips)
- 1972 : Greatest Hits (compilation 33 tours Philips, disque paru aux Pays-Bas seulement)
- 1974 : Je me souviens (Mia Malinconia et Je me souviens, version instrumentale, du film Amarcord de Federico Fellini, 45 tours Deram)
- 1975 : Oriundi (33 tours London)
- 1976 : Valdemosa – Oublier (33 tours Philips)
- 1978 : An Evening With Frida Boccara (Live at Dallas Brooks Hall, Melbourne - 2 LP Philips)
- 1978 : L’Année où Piccoli... (33 tours Philips)
- 1979 : Un monde en sarabande (33 tours Philips)
- 1980 : Un enfant de France/Écrit dans la pierre (45 tours Philips)
- 1983 : Dis-leur/Aime-moi (45 tours Kébec-Disc au Canada et Ariola en France)
- 1984 : Cent mille chansons, « Série grandes vedettes » (compilation 33 tours Philips)
- 1988 : Témoin de mon amour (33 tours Productions Guy Cloutier, paru au Canada seulement)
- 1989 : Expression (compilation CD Polygram, 23 titres)
- 1993 : Master Série (compilation CD Polygram, 16 titres, disque paru au Québec seulement)
- 1994 : Un jour, un enfant (compilation CD Spectrum Music, Karussell France)
- 1997 : Frida Boccara (compilation CD Podis, Polygram France, 23 titres)
- 1999 : Un jour on vit (CD Disques Yvon Chateigner)
- 1999 : Ses premiers succès (compilation CD Disques Yvon Chateigner)
- 2003 : Canta en espanol (compilation CD Divucsa Music SA, disque paru en Espagne seulement)
- 2005 : Live Place-des-Arts de Montréal (CD XXI-21/Universal Canada, disque paru au Canada seulement)
- 2006 : Un sourire au-delà du ciel (CD Édina Music – Nocturne)
- 2007 : La Grande Frida Boccara, l'ultime compilation (compilation CD 25 titres XXI-21/Universal Canada, disque paru au Canada seulement)
- 2008 : Un enfant de France (CD Édina Music – Nocturne)
- 2010 : Les grandes années – 1972–1988 (coffret de trois CD Marianne Mélodie)
- 2010 : Collection Chanson Française (compilation CD Disques Mercury)